# Deutzia parviflora
Deutzia parviflora är en hortensiaväxtart som beskrevs av Aleksandr Andrejevitj Bunge. Deutzia parviflora ingår i släktet deutzior, och familjen hortensiaväxter.

## Underarter
Arten delas in i följande underarter:
- D. p. amurensis
- D. p. micrantha

## Bildgalleri

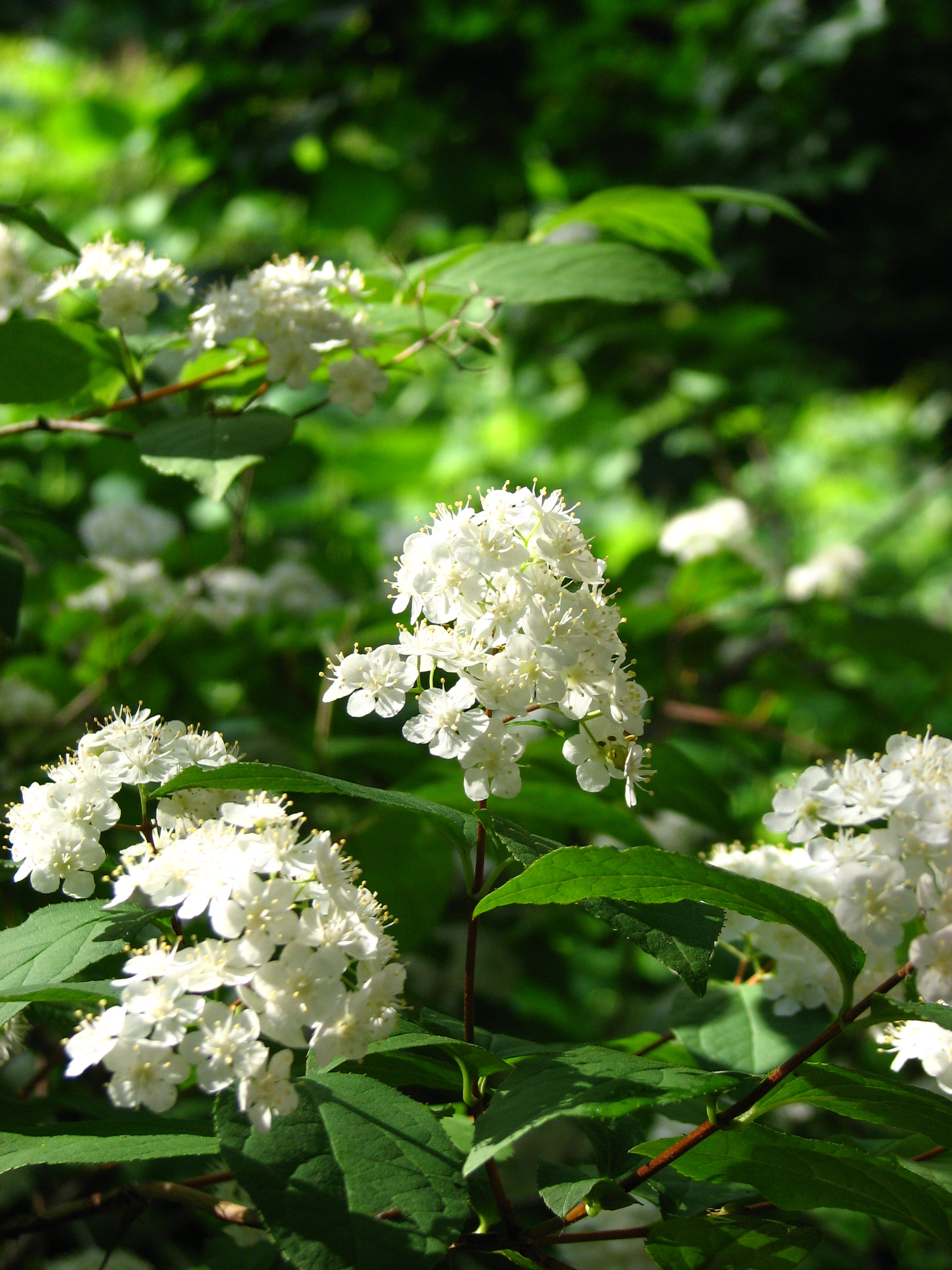
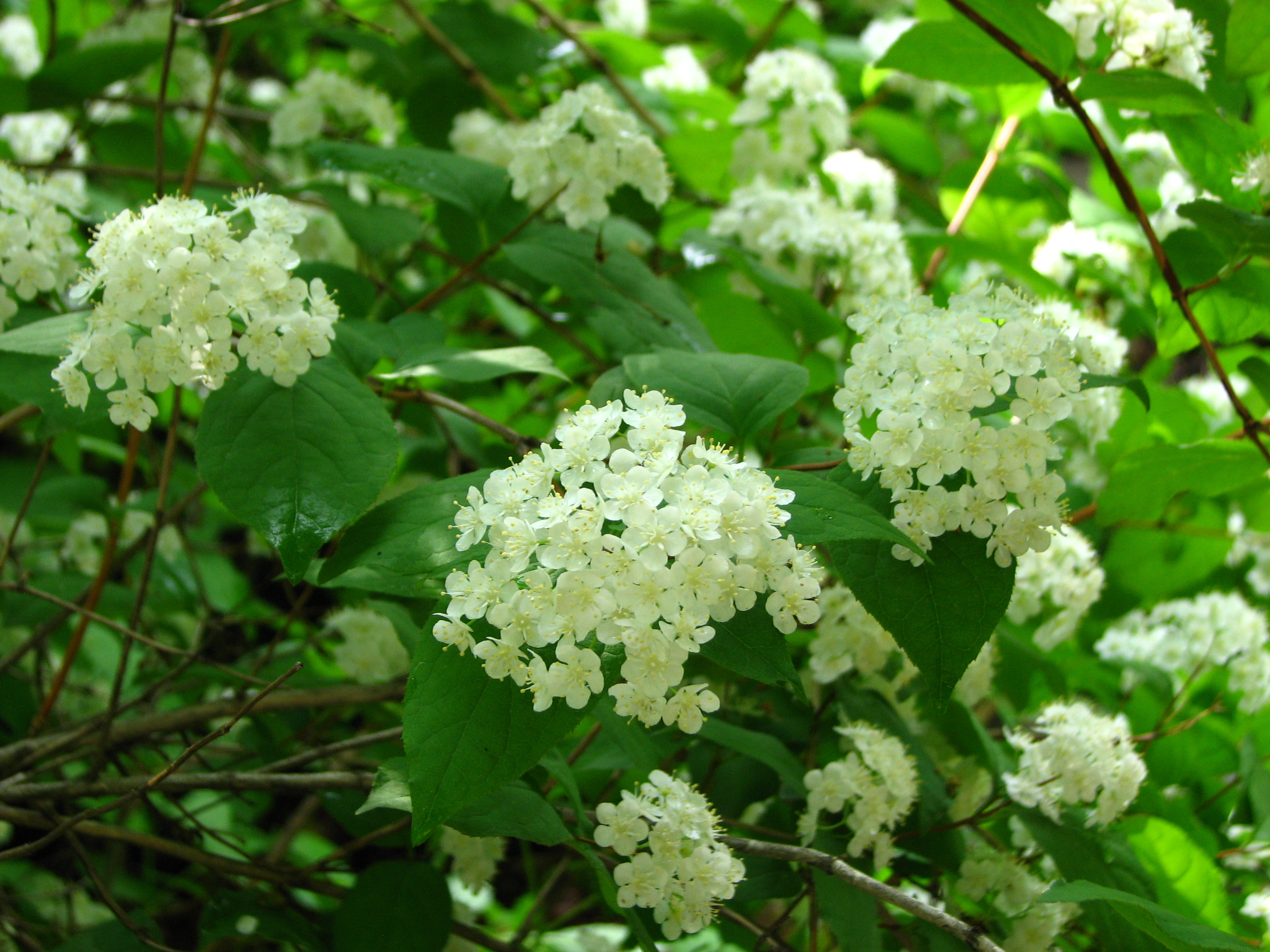
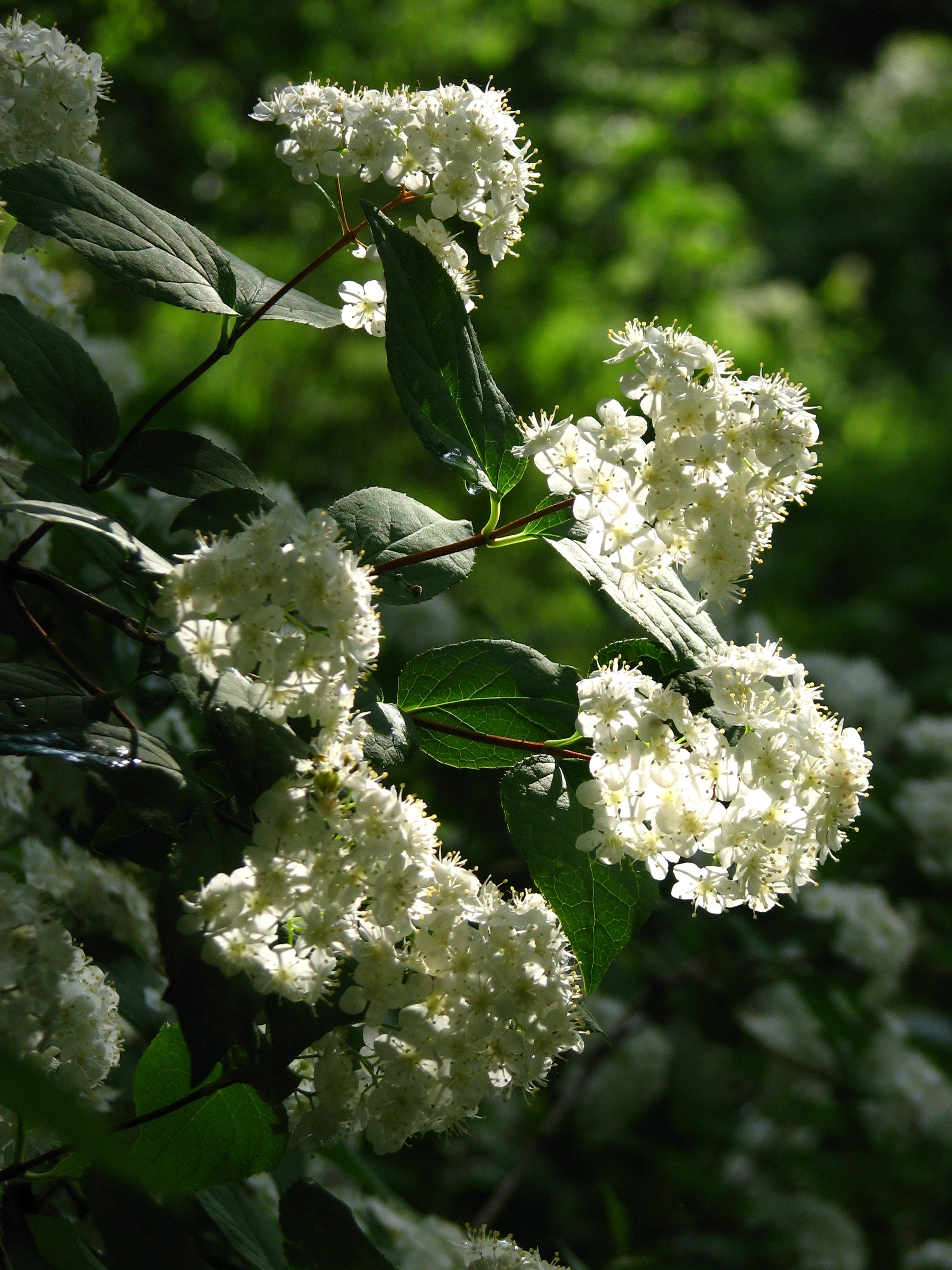
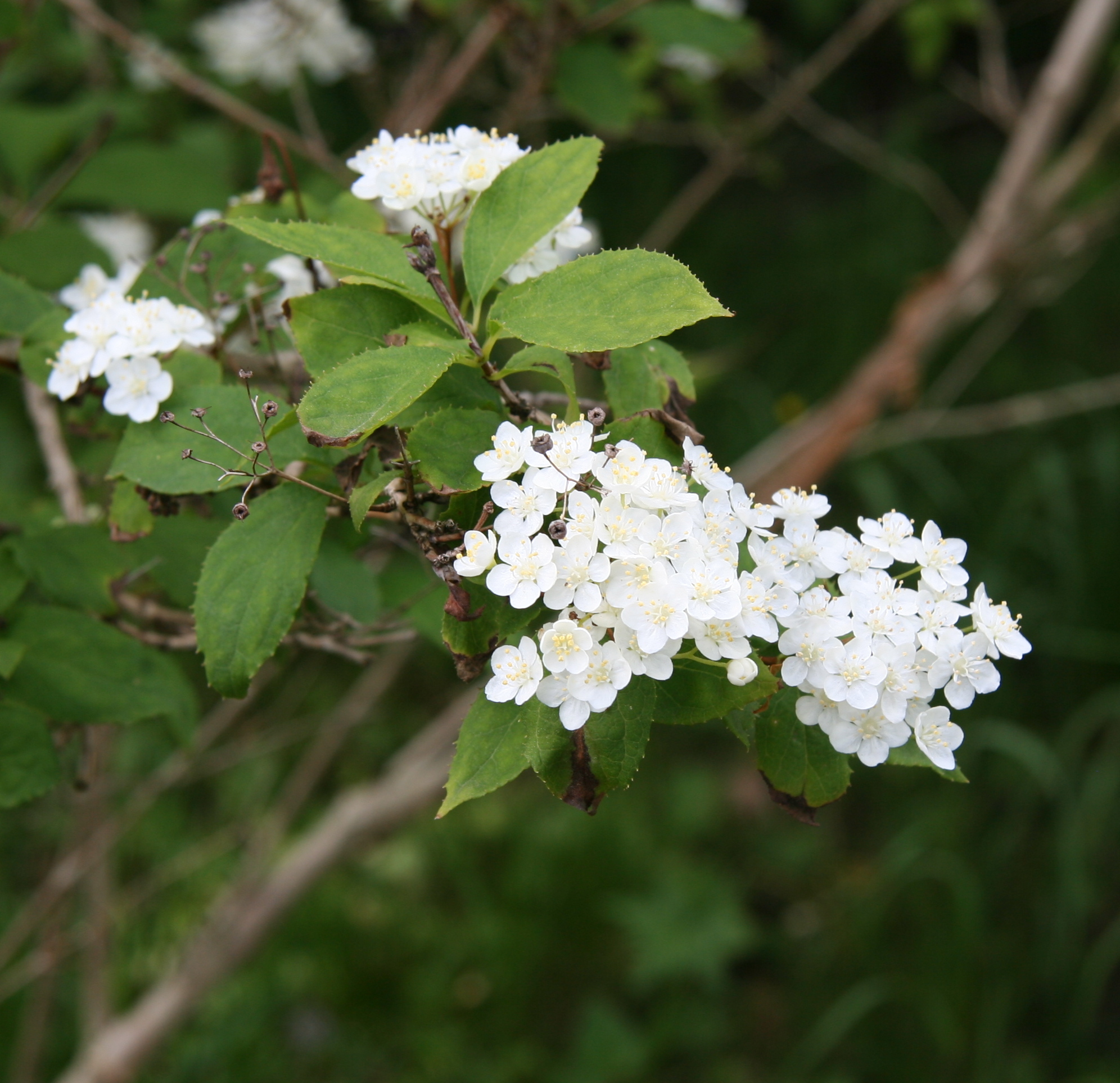
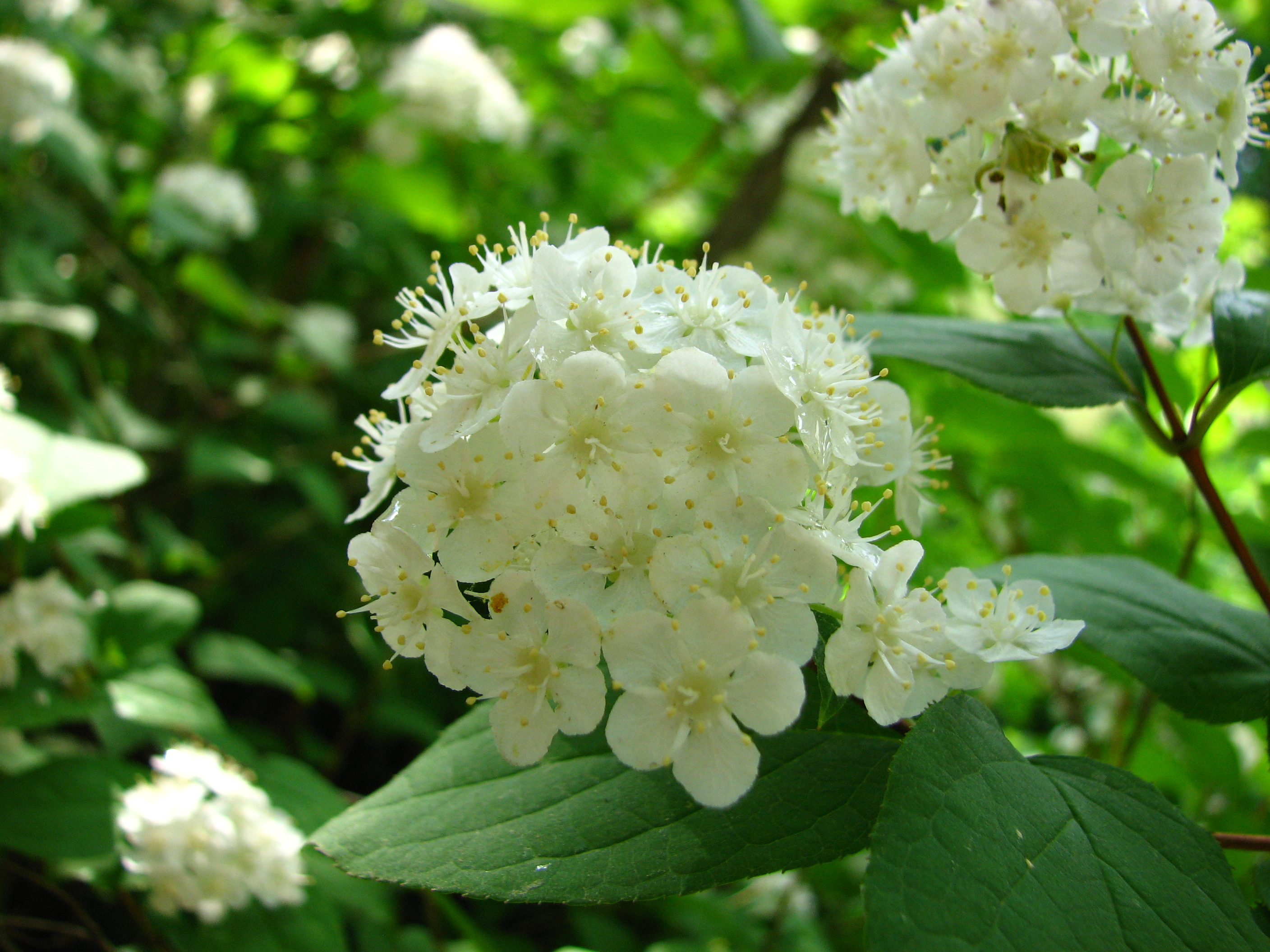